# Ковалевский, Николай Александрович
Николай Александрович Ковалевский (19 декабря 1892, Курская губерния, Российская империя — 18 апреля 1958, Рига, Латвийская ССР) — советский учёный, директор Центрального научно-исследовательского института экономики транспорта СССР, директор Института экономики АН Латвийской ССР, доктор экономических наук, профессор, академик Академии наук Латвийской ССР.

## Биография
Николай Ковалевский родился в селе Кульбаки Рыльского уезда Курской губернии 19 декабря 1892 года. Окончил гимназию в городе Рыльск Курской губернии. В 1911—1913 году учился в Москве на Социально-экономическом отделении Института имени Шанявского (1911—1913 гг.), в 1918—1919 году — в Социалистической академии.
В 1924 году он окончил экономическое отделение Института красной профессуры в Москве, преподавал политэкономию, занимал должность профессора в Московском государственном университете и Академии воздушного флота. Помимо педагогической деятельности, Н. А. Ковалевский работал в Госплане СССР, был членом Президиума Госплана СССР, участвовал в разработке генерального плана первой пятилетки развития народного хозяйства СССР.
С 1924 по 1930 год Ковалевский был ответственным редактором журнала «Плановое хозяйство», а в период с 1930 по 1932 год возглавлял Центральный научно-исследовательский институт экономики транспорта.
Во время Великой Отечественной войны Н. А. Ковалевский продолжал свою научную деятельность в Институте экономики Академии наук СССР. В апреле 1943 года он успешно защитил докторскую диссертацию на тему «Основные принципы и ближайшие перспективы социалистического размещения производительных сил на территории СССР», получив степень доктора экономических наук.
В декабре 1945 года Н. А. Ковалевский принял участие в работе комиссии Президиума Академии наук СССР, занимавшейся организацией Академии наук Латвийской ССР. В 1947 году, по приглашению Академии наук Латвийской ССР, Ковалевский прибыл в Ригу. С августа 1947 года по 1952 год Н. А. Ковалевский руководил Институтом экономики, а впоследствии возглавил общеэкономический сектор данного учреждения. В 1951 году его избрали действительным членом Академии наук Латвийской ССР. Основные научные исследования Н. А. Ковалевского касались вопросов размещения производительных сил и перспективного планирования народного хозяйства.
В январе 1958 года Н. А. Ковалевский ушел на пенсию. Умер в Риге 18 апреля 1958 года.